# Orsinome pilatrix
Orsinome pilatrix är en spindelart som först beskrevs av Tord Tamerlan Teodor Thorell 1878.  Orsinome pilatrix ingår i släktet Orsinome och familjen käkspindlar. Inga underarter finns listade i Catalogue of Life.